# ベルト・モリゾ
ベルト・モリゾ（Berthe Morisot、1841年1月14日 - 1895年3月2日）は、エドゥアール・マネの絵画のモデルとしても知られる、19世紀印象派の画家。夫はエドゥアールの弟ウジェーヌ・マネ。一人娘はジュリー・マネ。
モリゾの画風は自然の緑を基調としたものが多く、穏やかで母子の微笑ましい情景などが特徴的である。男性中心の19世紀における女性画家ということもあって、フェミニズム研究でのアプローチが多い。

## 経歴

### 初期
ベルト・モリゾはブールジュでシェール県官吏の子として生まれた。ベルトと姉のエドマ・モリゾは二人とも画家の道を志した。モリゾ家はロココ時代の画家ジャン・オノレ・フラゴナールの家系であると言われている。1850年代にパッシー（パリ16区）に両親らと居住しアトリエを持ち、20歳の時から姉と共にバルビゾン派のジャン＝バティスト・カミーユ・コローに師事。戸外での制作をはじめる。ベルトとエドマは共に画学生として励んでいたが、エドマの方は結婚して子供ができたために画家への道を諦めた。二人の間にやり取りされた手紙には親愛の情があふれ、またベルトの方はエドマが絵を描くことを辞めざるを得なかったことを残念に思う気持ちが読み取れる。エドマはその後もベルトを心をこめて支えた。

### マネと印象派
1864年、23歳の時に2つの風景画でサロンに初入選する。ベルト・モリゾはその後、1874年第1回印象派展の前年までサロンに出展し続けた。
1868年、モリゾはエドゥアール・マネに出会う。マネに絵画を学びながら、彼のモデルを多く務め、マネとの恋仲を噂されることもあった。基本的にマネが師でありモリゾが弟子であるとされているが、二人の間にはお互いに影響を与えあうものがあった。また、モリゾはピエール＝オーギュスト・ルノワールやステファヌ・マラルメとの親交もあった。
1874年、モリゾはマネの弟ウジェーヌ・マネとパッシーのノートルダム＝ドゥ＝グラス教会で結婚し、パッシーのヴィルジュスト通り（現ポール＝ヴァレリー通り）に夫が建てた建物に居住した。1878年に一人娘ジュリーを出産。夫婦仲も良く、モリゾは夫や娘を題材にした作品を多く描いている。

## 没後
モリゾは1895年に54歳で死去するが、マラルメ、ルノワール、エドガー・ドガは、モリゾ夫妻が遺した一人娘ジュリー・マネ（1878年11月14日生まれ、彼女もまた画家である）の後見人となる。
ジュリー・マネは日記を綴ったが、そこにはマラルメや印象派の画家たちの日々の様子が描かれている（日本語訳は『印象派の人びと ジュリー・マネの日記』橋本克己訳、中央公論社）。
また没後の回顧展ではマラルメがカタログの序文をよせた。「ディヴァガシオン」に収録。
マラルメの弟子であるポール・ヴァレリーによる「ベルト・モリゾー」、「ベルト・モリゾーについて」がある。
1900年にジュリー・マネは画家エルネスト・ルアール（ドガの弟子でヴァレリーの友人）と、同時にヴァレリーもモリゾの姪ジャニ・ゴビヤールと結婚した。2組の新婚合同記念写真が遺されている。

## ギャラリー

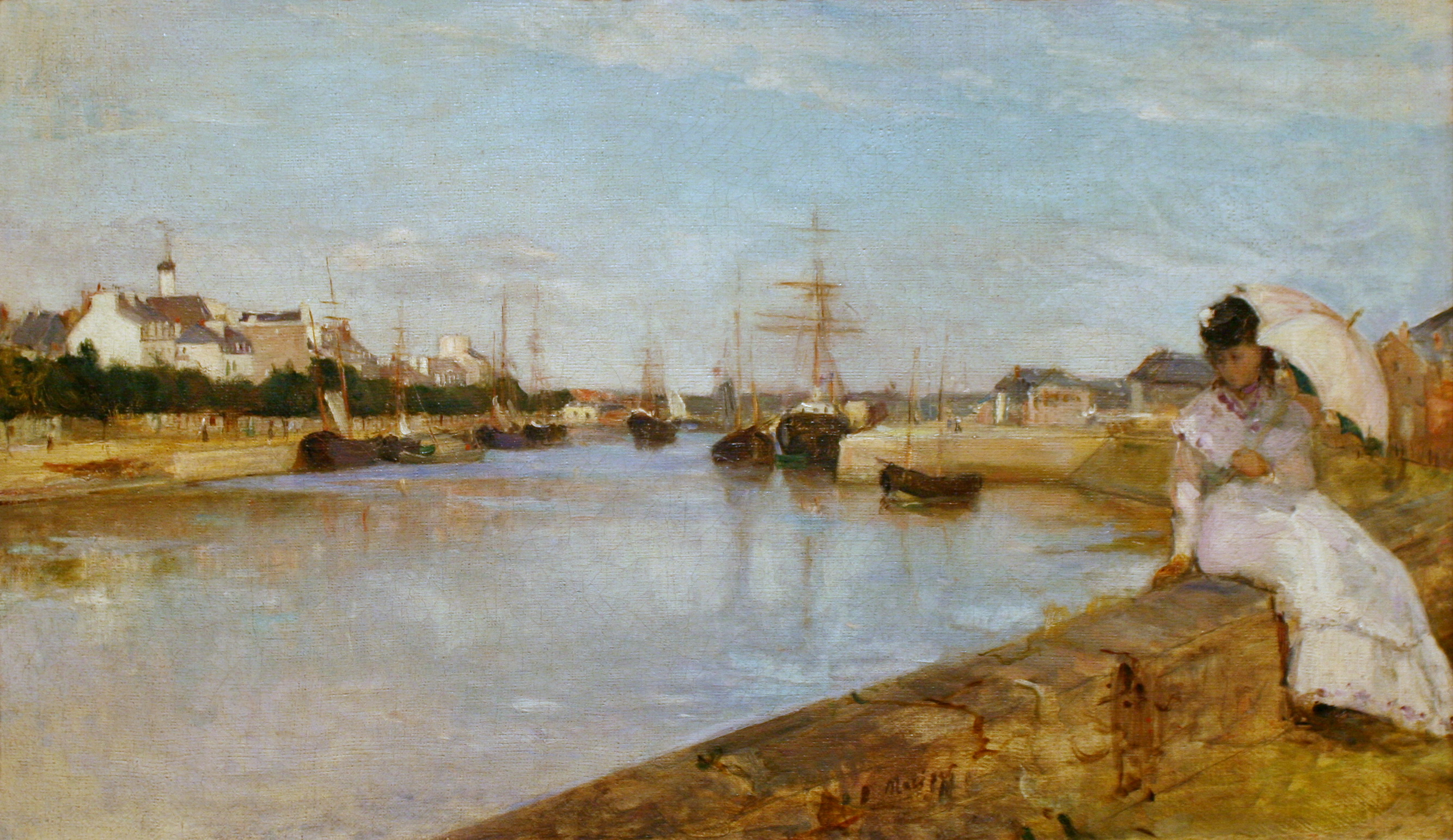
ロリアンの小さな港、ナショナル・ギャラリー (ワシントン) 所蔵
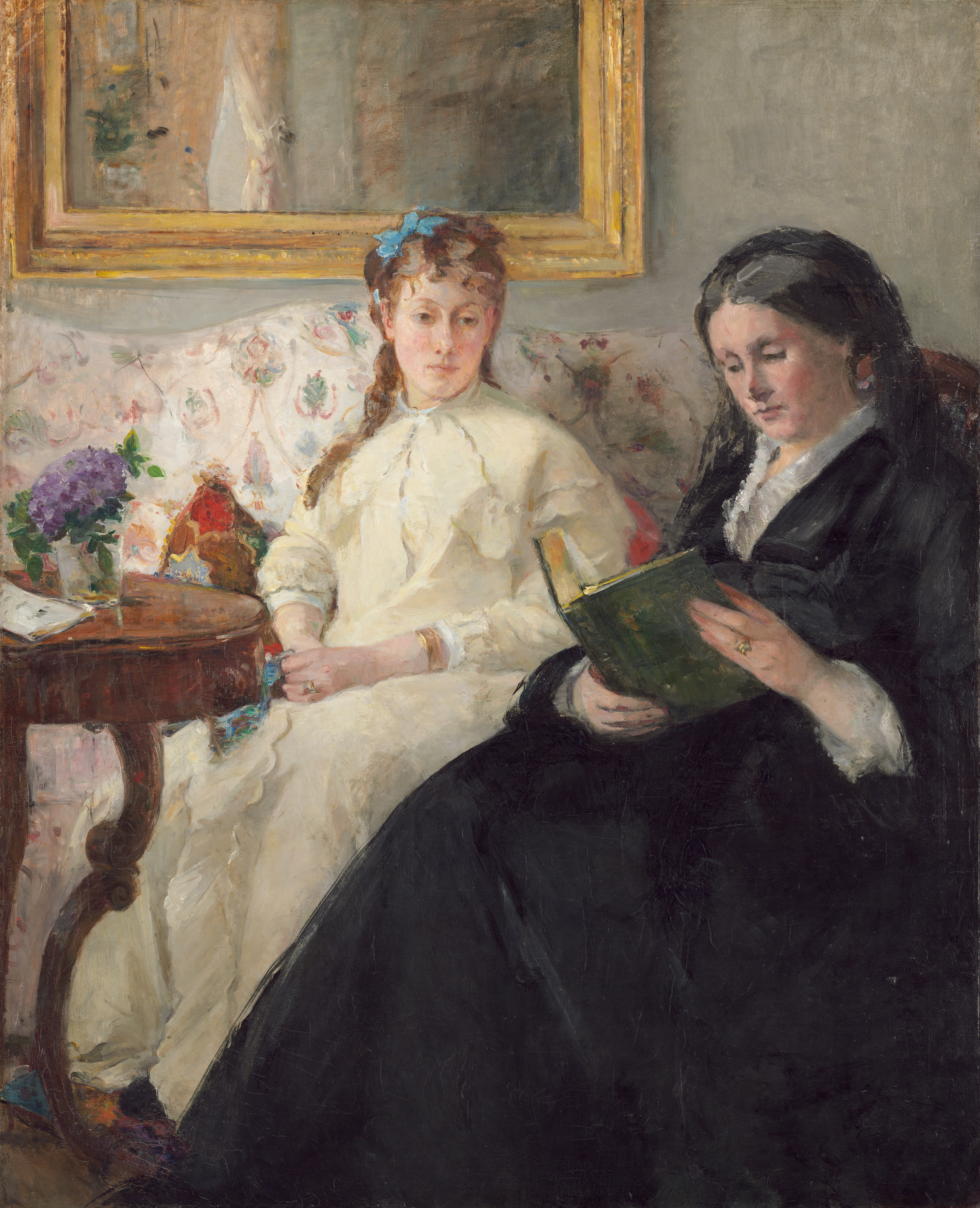
モリゾ夫人とその娘ポンティヨン夫人
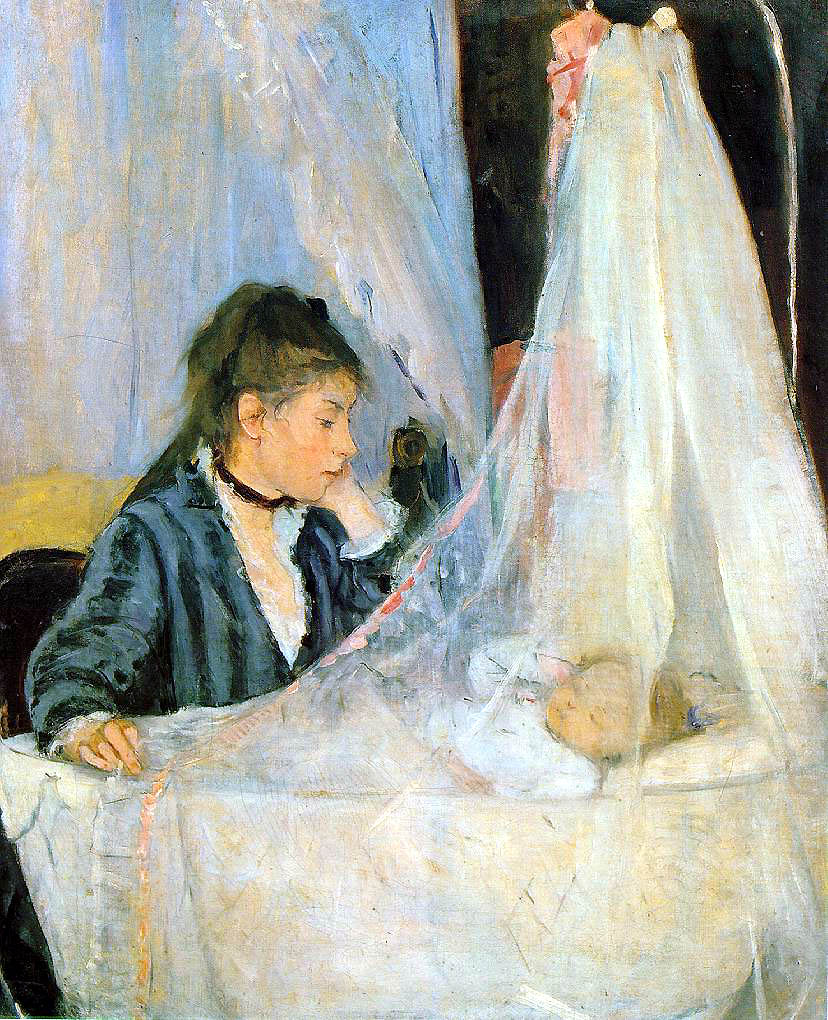
ゆりかご、オルセー美術館所蔵
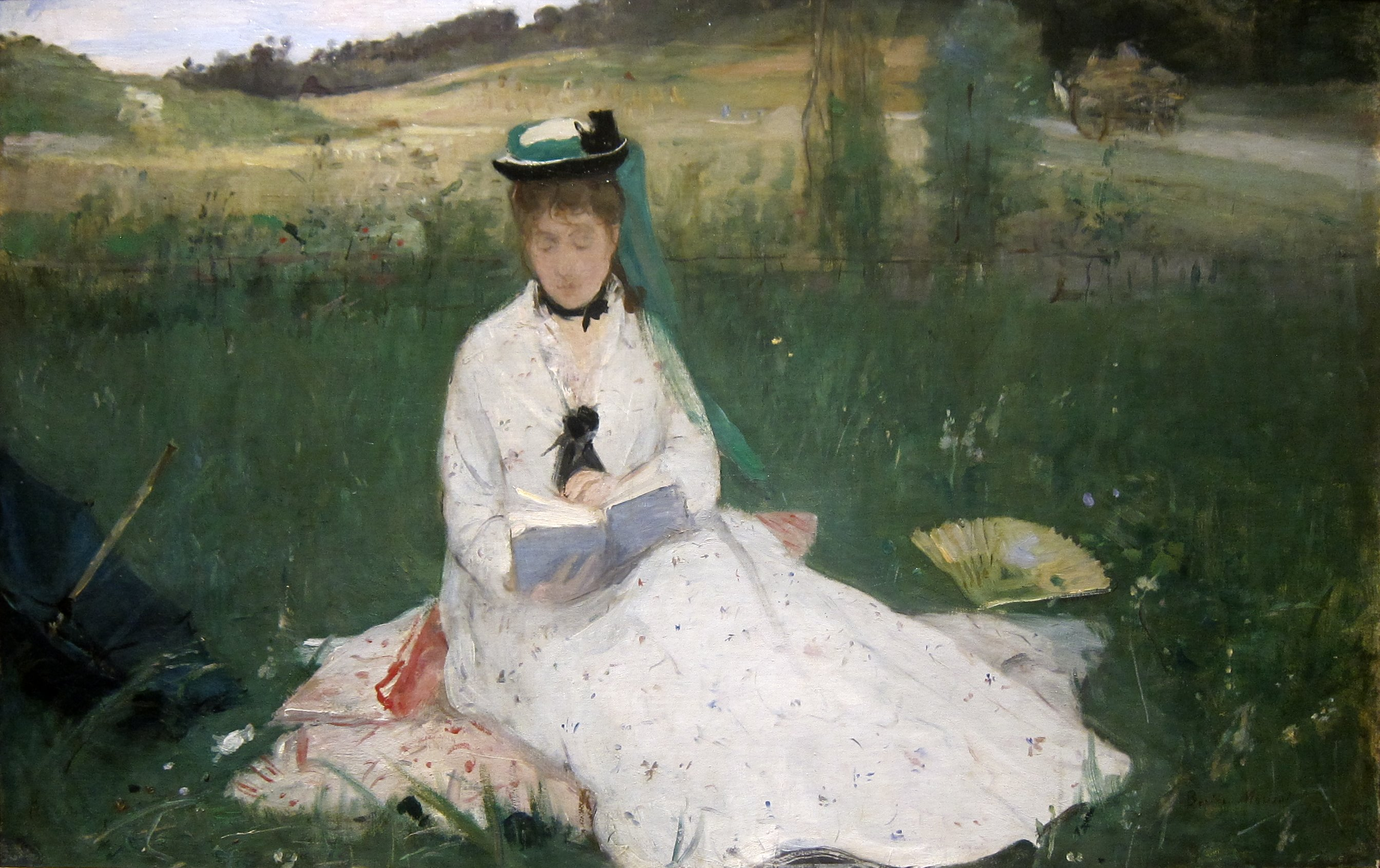
読書、クリーブランド美術館所蔵
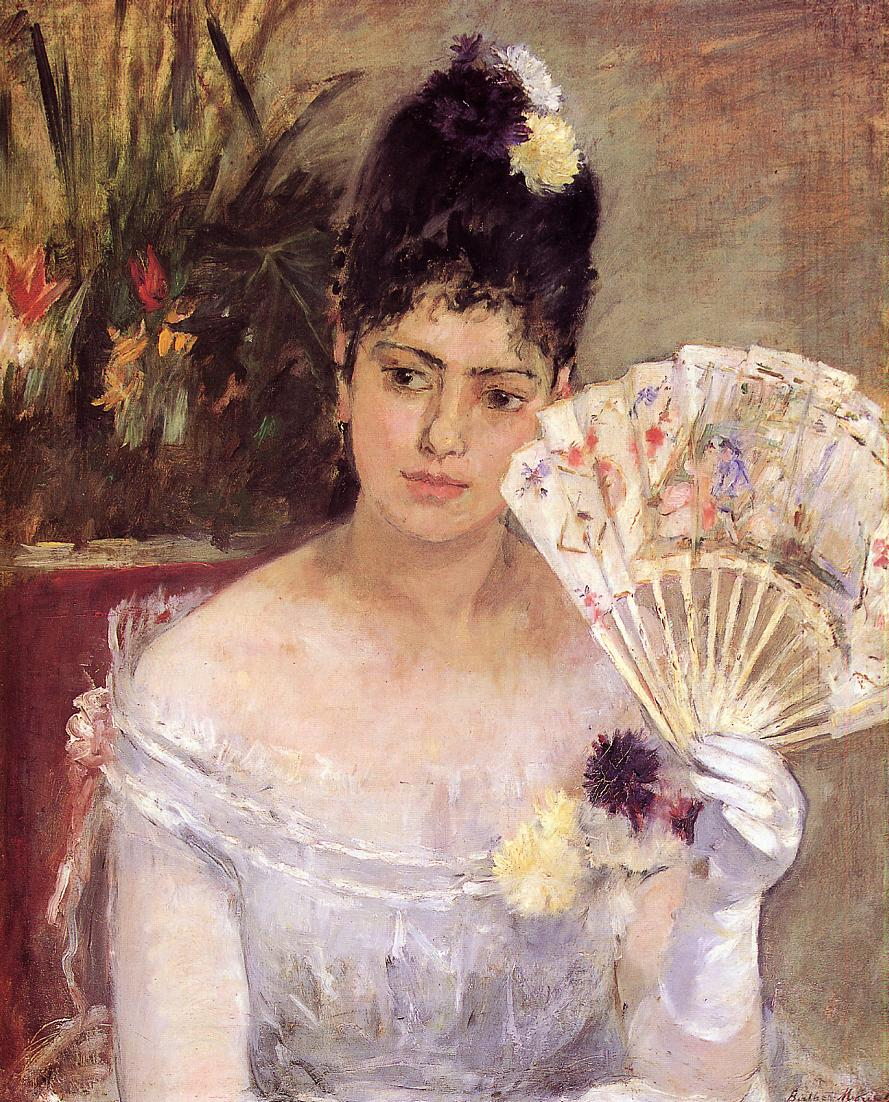
舞踏会で
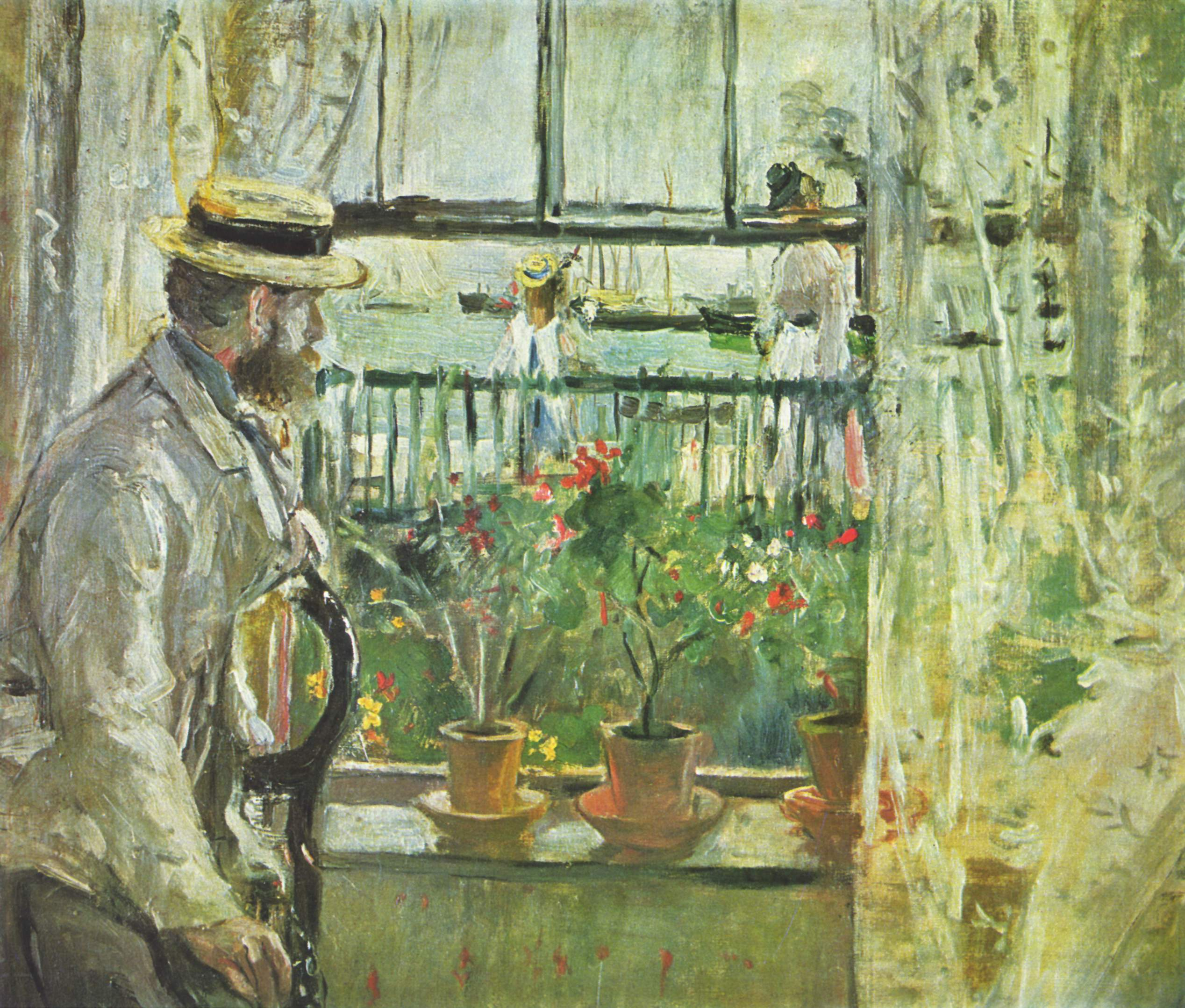
ワイト島のウジェーヌ・マネ、マルモッタン美術館所蔵
穀物畑、オルセー美術館所蔵
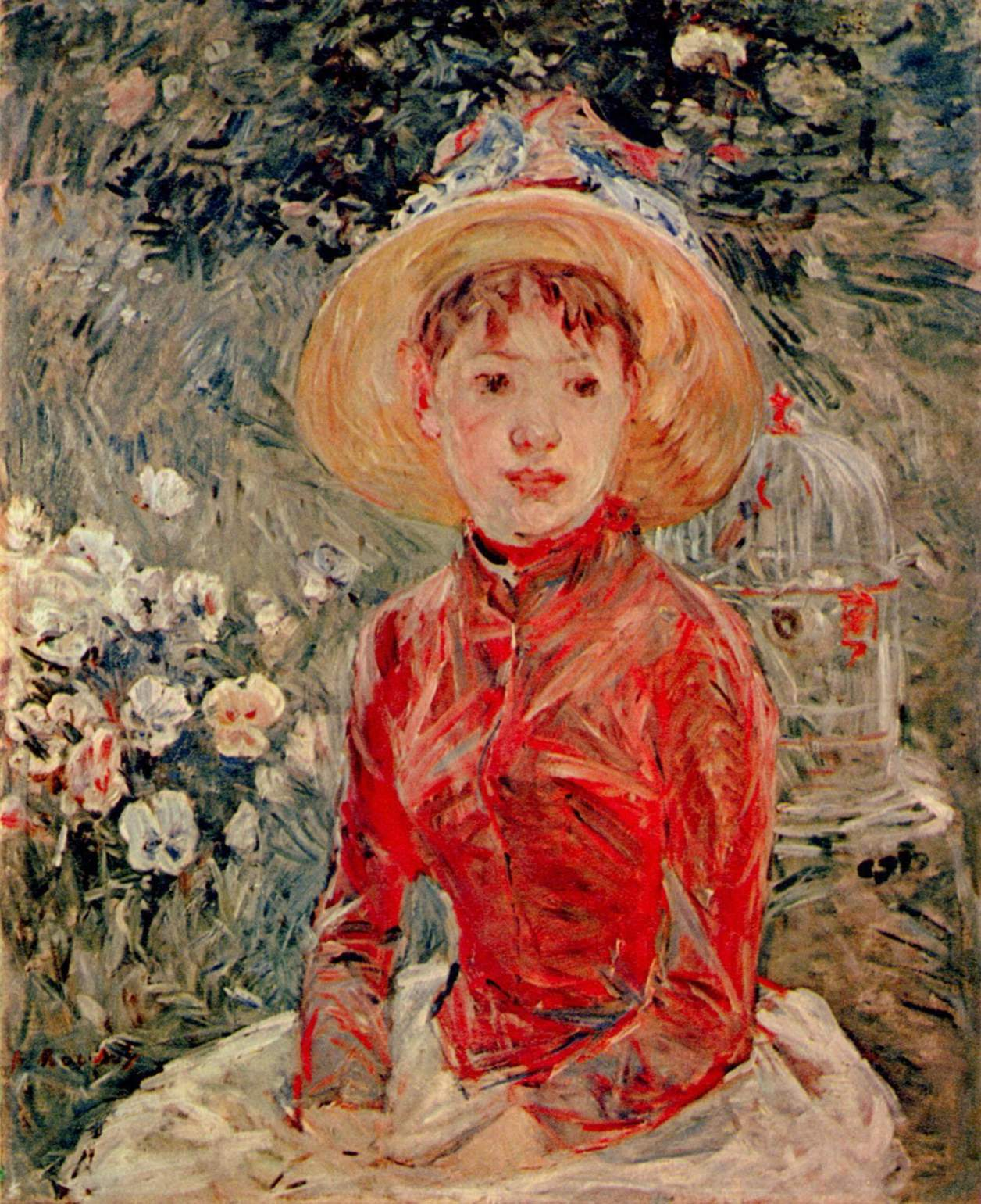
鳥かごと若い娘、オードロップゴー美術館所蔵
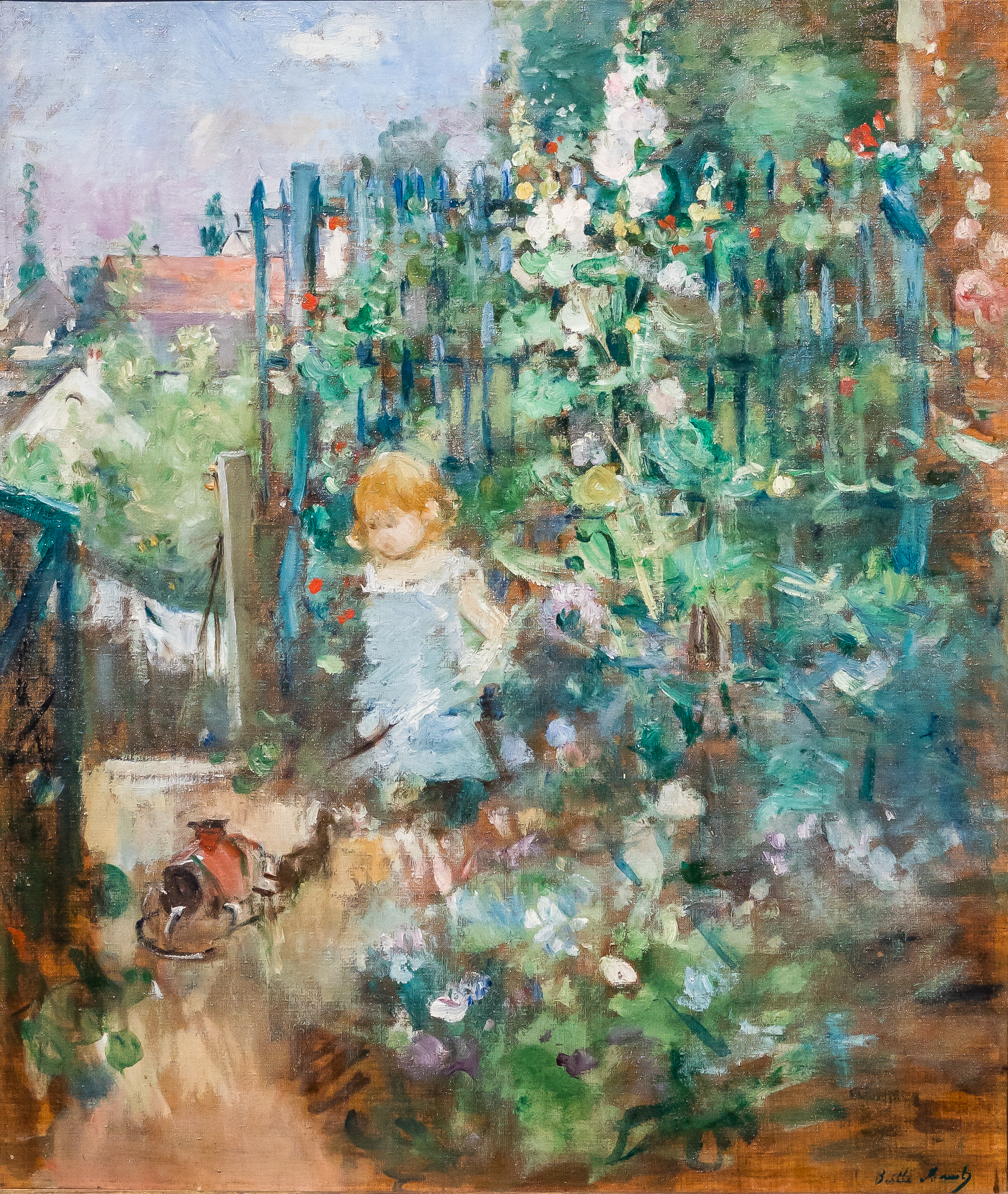
Child among staked roses, ヴァルラフ・リヒャルツ美術館所蔵
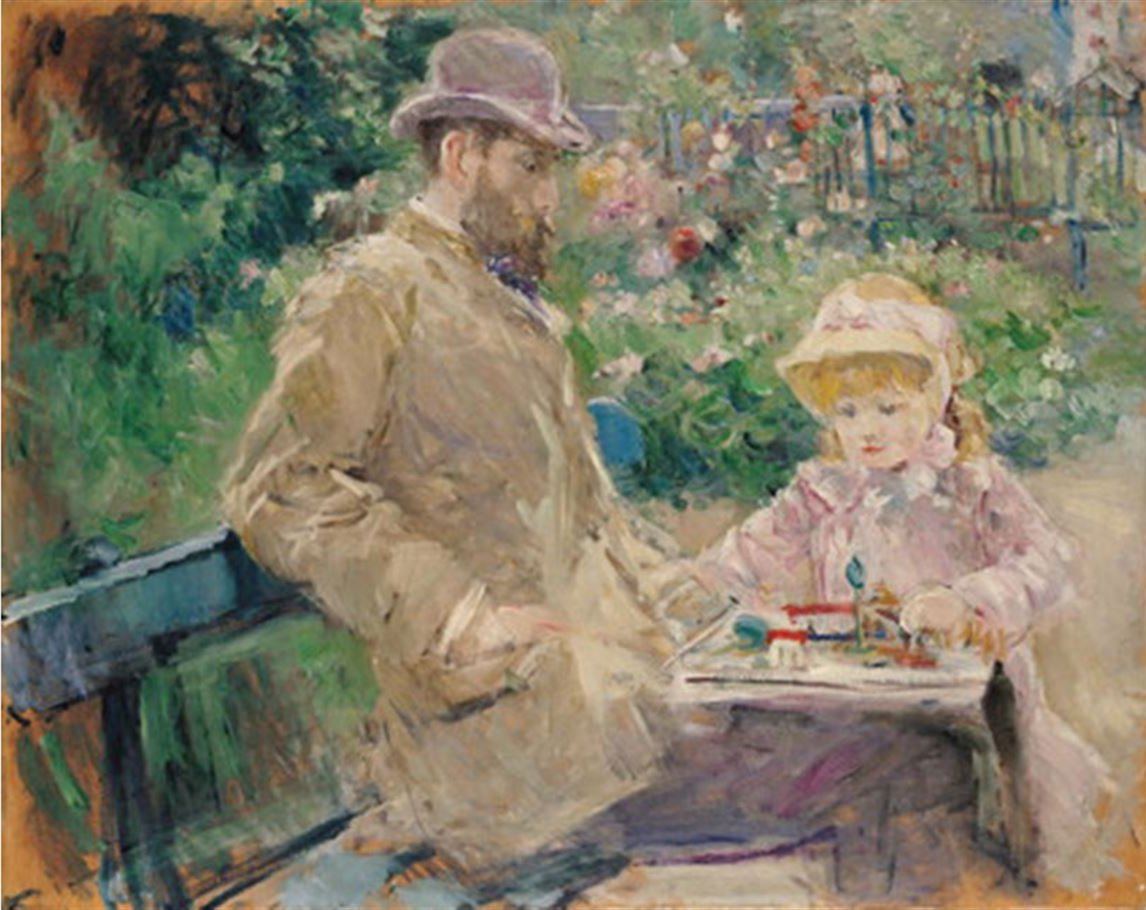
ブージヴァルの庭のウジェーヌ・マネと娘、マルモッタン美術館所蔵

## モリゾを描いた作品
- 映画「画家モリゾ、マネの描いた美女～名画に隠された秘密」2012年　カロリーヌ・シャンプティエ監督、ベス・アーチャー・ブロンバート原作、マリーヌ・デルテリム主演。

## 参照
1. ↑  Higonnet, p. 5
2. ↑  『芸術新潮』2018年6月号、新潮社、 41頁。
3. ↑  Turner, 2000, p. 319.
4. ↑  訳文は『マラルメ全集 2　ディヴァガシオン 他』、筑摩書房
5. ↑  訳文は『ヴァレリー全集 10　芸術論集』、筑摩書房
6. ↑  中野京子『中野京子と読み解く 名画の謎 対決篇』文藝春秋、2016年、197頁。ISBN 978-4-16-390308-8。

## 文献
- 坂上桂子 『ベルト・モリゾ　ある女性画家の生きた近代』 小学館ヴィジュアル選書、2006年
- 坂上桂子編 『西洋絵画の巨匠6　モリゾ』 小学館、2006年
- ドミニク・ボナ 『黒衣の女ベルト・モリゾ　1841－95』 持田明子訳、藤原書店、2006年
- 図録『ベルト・モリゾ展』- 2007年秋に損保ジャパン東郷青児美術館で開催
- 図録『パリ　マルモッタン美術館展』- 2004年冬に東京都美術館で開催
- ジョン・リウォルド 『印象派の歴史』 三浦篤・坂上桂子訳、角川学芸出版、2004年／角川ソフィア文庫（上・下）、2019年。※古典
- Denvir, B. (2000). The Chronicle of Impressionism: An Intimate Diary of the Lives and World of the Great Artists. London: Thames & Hudson. OCLC 43339405
  - バーナード・デンヴァー編『素顔の印象派』末永照和訳、美術出版社、1991年
  - バーナード・デンバー解説『印象派全史　巨匠たちの素顔と作品』池上忠治監訳、日本経済新聞出版社、1994年
- Higonnet, Anne (1995). Berthe Morisot. Berkeley: University of California Press. ISBN 0-520-20156-6